# Frank Holder
Pour les articles homonymes, voir Holder.
Frank Claude Holder, né le 2 avril 1925 à Georgetown (Guyane britannique) et mort le 29 octobre 2017, est un chanteur et percussionniste guyanien, figure importante de la scène jazz londonienne. 
Au cours d'une carrière longue de 70 ans, il a notamment fait partie des groupes de Johnny Dankworth, de Tubby Hayes et de Joe Harriott, a accompagné Nat King Cole, Bill Haley et Billy Eckstine sur scène, mais s'est aussi produit à la tête de son propre groupe.